# Duarte (Name)
Duarte ist ein in Portugal verbreiteter Vorname (Kurzform für Eduard) sowie ein im portugiesischen und spanischen Sprachraum gleichermaßen verbreiteter Familienname. Die Aussprache variiert je nach Sprache: in Portugal [duˈaɾtɨ] oder [ˈdwaɾt(ɨ)], in Brasilien [duˈaʁt͡ʃi] oder [dʊˈaht͡ʃi], auf Spanisch [ˈd̪waɾt̪e].

## Herkunft und Bedeutung
Duarte wird als portugiesische Form von Eduard aufgefasst, die vermutlich als Kurzform aus der portugiesischen Namensform Eduardo entstanden ist, möglicherweise mit der (hypothetischen) Zwischenform *Eduarte (klingt ausgesprochen ähnlich dem deutschen Eduard oder dem englischen Edward).
Im spanischen Sprachraum ist Duarte als Vorname nicht gebräuchlich. Der spanische Nachname ist baskischen Ursprungs und wird als Verschmelzung aus der romanischen Präposition De („von“) und dem baskischen Wort ‚ugarte‘ oder uharte gedeutet, das „Insel“ bedeutet und auch als eigenständiger baskischer Nachname vorkommt.

## Verbreitung
In Portugal hat sich der Name unter den 20 beliebtesten Jungennamen etabliert. Im Jahr 2020 belegte Duarte dort Rang 5 der beliebtesten Jungennamen.
Dagegen wurde der Vorname in Brasilien nie besonders häufig vergeben.

## Namensträger

### Vorname
- Duarte II. Nuno, Fürst von Braganza, Thronfolger
- Duarte III. Pio de Bragança (* 1945), Fürst von Braganza
- Dom Duarte, Liurai von Manufahi im damaligen Portugiesisch-Timor
- Duarte Abecasis (1982–1966), portugiesischer Ingenieur
- Duarte Barbosa (1480–1521), portugiesischer Forscher und Schriftsteller
- Duarte André Barreiros Coxo (kurz Duarte; * 1980), portugiesischer Fado-Sänger
- Duarte Manuel Bello (1921–1994), portugiesischer Segler
- Duarte Costa (* 1988), portugiesischer Politiker (Volt)
- Duarte da Costa († um 1560), portugiesischer Diplomat, Politiker und Gouverneur
- Duarte da Cunha (* 1968), portugiesischer Theologe
- Duarte Manuel de Noronha (1827–1906), portugiesischer Adeliger
- Duarte Ferreira (* 1992), ehemaliger angolanischer Autorennfahrer
- Duarte Freitas (* 1966), portugiesischer Politiker
- Duarte Lobo (1565–1646), portugiesischer Komponist
- Duarte Lopes (fl. 1578–89), portugiesischer Kaufmann und Seefahrer, Afrikareisender und Kartograph
- Duarte Mendes (* 1947), ehemaliger portugiesischer Sänger
- Duarte Nunes (* 1953), osttimoresischer Politiker
- Duarte Nunes da Costa (1587–1664), portugiesischer Kaufmann und Diplomat, siehe Jacob Curiel
- Duarte Nunes de Leão (um 1530–1608), portugiesischer Rechtswissenschaftler und Historiker
- Duarte Pacheco Pereira (1469–1533), portugiesischer Seefahrer, Astronom und Geograph
- Duarte Leite Pereira da Silva (1864–1950), portugiesischer Historiker, Journalist, Diplomat und Politiker
- Duarte Silva (1924–2015), portugiesischer Skifahrer
- Duarte Tilman Soares (* 1974), osttimoresischer Jurist

### Familienname
- Afonso Duarte (1884–1958), portugiesischer Dichter und Autor
- Aldina Duarte (* 1967), portugiesische Sängerin
- Alexis Duarte (* 2000), paraguayischer Fußballspieler
- Alfredo Rodrigo Duarte (1891–1982), portugiesischer Fado-Sänger und -Komponist, siehe Alfredo Marceneiro
- Alípio Duarte Brandão (Alípio; * 1992), brasilianischer Fußballspieler
- Álvaro Duarte (* 1984), uruguayischer Fußballspieler
- Álvaro Duarte (Radsportler) (* 1991), kolumbianischer Radsportler
- Andrei Duarte  (* 1999), kolumbianischer Tennisspieler
- Anhuar Duarte (* 2004), paraguayischer Leichtathlet
- Anselmo Duarte (1920–2009), brasilianischer Schauspieler, Filmregisseur und Drehbuchautor
- António Duarte Carvarino († 1979), osttimoresischer Freiheitskämpfer und Politiker
- Antônio Augusto Dias Duarte (* 1948), brasilianischer Priester, Weihbischof in São Sebastião do Rio de Janeiro
- Arthur Duarte (Arthur de Jesus Pinto Pacheco Duarte; 1895–1982), portugiesischer Schauspieler und Regisseur
- Bárbara Garcia Duarte (* 1990), brasilianische Volleyballspielerin
- Bela Duarte (1940–2023), kapverdische Malerin
- Bernard Anício Caldeira Duarte (* 1992), brasilianischer Fußballspieler, siehe Bernard (Fußballspieler)
- Carlos Duarte (Fußballspieler) (* 1933), portugiesischer Fußballspieler
- Carlos Duarte (Pfarrer) (1955–2018), uruguayischer evangelischer Pfarrer, Kirchenpräsident der Evangelischen Kirche am La Plata
- Carlos Duarte (Komponist) (1957–2003), venezolanischer Komponist und Pianist
- Carlos Duarte Costa (1888–1967), brasilianischer römisch-katholischer Bischof und Konfessionsgründer
- Carlos Federico Duarte Gaillard (* 1939), venezolanischer Kunsthistoriker
- Carlos Borromeu Duarte († 1945), Liurai von Alas
- Carlos Manuel Moutinho Paiva dos Santos Duarte (* 1966), portugiesischer Fado-Sänger, siehe Camané
- Carol Duarte (* 1991), brasilianische Schauspielerin
- Chris Duarte (* 1997), dominikanischer Basketballspieler
- Cristina Duarte (* 1962), kapverdische Politikerin, Managerin und UN-Beraterin
- Daniel Duarte (Fußballspieler, 1979) (* 1979), gibraltarischer Fußballspieler
- Daniel Duarte (Fußballspieler, 1985) (* 1985), mexikanischer Fußballspieler
- Daniel Duarte (Fußballspieler, 1991) (* 1991), uruguayischer Fußballspieler
- Diana Duarte (* 1999), brasilianische Volleyballspielerin
- Diego Duarte (Sportschütze) (* 1970), kolumbianischer Sportschütze
- Diego Duarte (Fußballspieler) (* 2002), paraguayischer Fußballspieler
- Domingos Duarte (* 1995), portugiesischer Fußballspieler
- Dulce Almada Duarte (1933–2019), kapverdische Linguistin und Widerstandskämpferin
- Edson Duarte (* 1965), brasilianischer Politiker
- Emigdio Duarte Figueroa (* 1968), mexikanischer Geistlicher, Weihbischof in Culiacán
- Enzo Duarte (* 2009), luxemburgisch-kapverdischer Fußballspieler
- Ernesto Duarte Brito (1922–1988), kubanischer Pianist, Komponist und Bandleader
- Fábio Duarte (Fußballspieler, 1980) (* 1980), brasilianischer Fußballspieler
- Fabio Duarte (Radsportler) (* 1986), kolumbianischer Radrennfahrer
- Fábio Duarte (Fußballspieler, 1998) (* 1998), portugiesischer Fußballtorwart
- Fabricio Duarte (* 19887), kapverdischer Fußballschiedsrichter
- Felizberto Araújo Duarte (* 1978), osttimoresischer Unternehmer, Beamter und Präsidentschaftskandidat
- Filipe Duarte (1973–2020), portugiesischer Schauspieler und Synchronsprecher[5]
- Francisco Duarte (1862–1899), portugiesischer Kolonialsoldat
- Germán Duarte (* 1990), uruguayischer Fußballspieler
- Gilberto Duarte (* 1990), portugiesischer Handballspieler
- Gonzalo Duarte García de Cortázar (* 1942), chilenischer Ordensgeistlicher, Bischof von Valparaíso
- Henry Duarte (Henry Duarte Molina, * 1958), costa-ricanischer Fußballtrainer
- Isaías Duarte Cancino (1939–2002), kolumbianischer Priester und Erzbischof
- John Duarte (Politiker) (* 1966), US-amerikanischer Politiker
- John W. Duarte (1919–2004), englischer Gitarrist und Komponist
- Jorge Barros Duarte (1912–1995), osttimoresischer Schriftsteller, Politiker und römisch-katholischer Geistlicher
- José Duarte (Fußballtrainer) (1935–2004), brasilianischer Fußballtrainer
- José Duarte (Autor) (1938–2023), portugiesischer Musikproduzent, Promoter und Autor
- José Duarte (Fußballspieler) (* 1980), brasilianischer Fußballspieler
- José Machado Duarte Junior (1880–1945), portugiesischer Offizier und Kolonialverwalter
- José Manuel Duarte Vieira (1952–2013), portugiesischer Elektroingenieur und Manager
- José Napoleón Duarte (1925–1990), salvadorianischer Politiker, Präsident 1984 bis 1989
- Juan Duarte (* 1994), uruguayischer Fußballspieler
- Juan Pablo Duarte (1813–1876), dominikanischer Freiheitskämpfer
- Júlio Duarte Langa (* 1927), mosambikanischer Geistlicher, Bischof von Xai-Xai
- Léo Duarte (* 1996), brasilianischer Fußballspieler
- Leonora Duarte (um 1610–um 1678), flämische Komponistin
- Leopoldo Duarte e Silva (1867–1938), brasilianischer Geistlicher, Erzbischof von São Paulo
- Lerin Duarte (* 1990), niederländischer Fußballspieler
- Luciano José Cabral Duarte (1925–2018), brasilianischer Geistlicher, Erzbischof von Aracajú
- Luis María Duarte († 2014), paraguayischer Diplomat
- Manoel José Duarte (1858–1914), brasilianischer Politiker
- Maria Adelina Duarte (1930–2022), portugiesische Schauspielerin
- María de los Ángeles Duarte (* 1963), ecuadorianische Politikerin
- Matías Duarte (* 1973), chilenischer Interfacedesigner
- Matias Gouveia Duarte (1951–1999), osttimoresischer Krankenpfleger und Unabhängigkeitsaktivist
- Mitchell Duarte (* 1991), uruguayischer Fußballspieler
- Nicanor Duarte Frutos (* 1956), paraguayischer Jurist und Politiker, Präsident 2003 bis 2008
- Nicholas Duarte (* 2003), australischer Fußballspieler
- Orlando Duarte (1932–2020), brasilianischer Sportkommentator und Sportjournalist
- Óscar Duarte (* 1989), costa-ricanischer Fußballspieler
- Paul Duarte (* 1995), amerikanischer E-Sportler
- Paulo Duarte (* 1969), portugiesischer Fußballspieler und -trainer
- Paulo Sérgio Rodrigues Duarte de Almeida (* 1976), portugiesischer Fußballspieler, siehe Paulo Sérgio (Fußballspieler, 1976)
- Pedro Duarte (1829–1903), paraguayischer Militär und Politiker
- Pedro Amorim (Fußballspieler) (1919–1989), brasilianischer Fußballspieler
- Ramón Mantilla Duarte (1925–2009), kolumbianischer Geistlicher, Bischof von Garzón
- Regina Duarte (* 1947), brasilianische Schauspielerin
- Roberto Duarte (* 1941), brasilianischer Dirigent und Pianist
- Roberto Duarte Silva (1837–1889), kapverdischer Chemiker
- Rubén Duarte (* 1995), spanischer Fußballspieler
- Rui Pinto Duarte (1911–1990), brasilianischer Moderner Fünfkämpfer
- Rui Pedro Viegas Silva Gomes Duarte (* 1978), portugiesischer Fußballspieler und -trainer
- Rui Sandro de Carvalho Duarte (* 1980), portugiesischer Fußballspieler
- Sebastião Lima Duarte (* 1964), brasilianischer Geistlicher, Bischof von Caxias do Maranhão
- Sérgio Valle Duarte (* 1954), brasilianischer Künstler und Fotograf
- Sophie Duarte (* 1981), französische Leichtathletin
- Teófilo Duarte (1898–1958), portugiesischer Kolonialverwalter und Offizier
- Thaís Duarte Guedes (* 1993), brasilianische Fußballspielerin
- Thiago Duarte (* 1988), brasilianischer Radrennfahrer
- Thomas Duarte (* 1967), Schweizer Schriftsteller
- Zita Duarte (1944–2000), portugiesische Film-, Theater- und Fernseh-Schauspielerin